# ФК Варда ШЕ
ФК Варда ШЕ (мађ. Várda SE Kisvárda), је мађарски фудбалски клуб. Седиште клуба је у Кишварди, Саболч-Сатмар-Берег, Мађарска. Боје клуба су црвена и бела. Тим се такмичи у НБ II и НБ III. Своје домаће утакмице играју на стадиону Варкерт.

## Историја
Између 2003. и 2013. године, Варда ШЕ је био назив фудбалског тима града Кишварде, али од лета 2013. име првог тима је промењено у Кишварда ФК, а само јуниорски тимови настављају да раде под именом Варда СЕ.
Клуб је основан 8. новембра 1911. године под именом Кишварда шпорт еђилет (КШЕ) од стране начелника локалне станице, сеоског функционера, судије, учитеља у основној школи и управника земљишне књиге. Челници села Кишварда су бесплатно поклонили клубу терен поред пијаце, а значајну финансијску подршку дали су трговци насеља. Уз помоћ Спартакуса ШЕ, 1953. године изграђен је и спортски комплекс Варкерт.
У сезони 2003/04, бивши фудбалски тим Ороша је пресељен у Кишварду, у почетку под именом ОШЕ-Варда, а касније као Варда ШЕ.
У сезони 2011/12 тим је постао шампион у групи Тиса НБ III, али се тада није обавезао да игра у вишој лиги. У сезони 2012/13 поново су успели да освоје првенство, због реорганизације, овог пута су били принуђени да играју квалификације против друголигаша Сегедина 2011. Домаћи меч је завршен нерешено, али је реванш у Сегедину добио гостујући тим, чиме је изборио пласман у другу лигу.
Након промоције, име и грб клуба су промењени. Назив Варда ШЕ је промењен у Кишварда ФК у духу враћања коренима, а замењен је и претходно коришћени црвено-бели грб. Управа клуба одлучила је да се промени само име првог тима, а омладинске екипе ће и даље користити име и грб Варда ШЕ.